# 或有權益
或有權益，又稱待確定權益，是一種未確定的權益。將享有該權益的人及將產生該權益的事件都尚未確定。
未來權益（future interest）即屬或有權益。